# ジスチグミン
ジスチグミン（distigmine）とは、コリンエステラーゼ阻害薬の1つである。

## 用途
ジスチグミンの可逆的かつ持続的なコリンエステラーゼ阻害作用により、排尿筋の緊張を高め、手術後、神経因性膀胱などの低緊張性膀胱による排尿困難を改善する薬剤としていられることがある
。
また、ジスチグミンは重症筋無力症にも用いられることがある
。
重症筋無力症は、骨格筋のアセチルコリン受容体に対する抗体が生ずることにより、筋肉の力が弱くなる自己免疫疾患である。症状としては、上眼瞼が下垂したり、嚥下しにくくなったり、手足に力が入らなることが挙げられている。神経筋接合部においてコリンエステラーゼを阻害することでアセチルコリンの分解を妨げることによって、筋肉を収縮させる伝達物質であるアセチルコリンの濃度を高め、筋力を回復させる。なお、眼筋の問題を改善するために、点眼薬として用いられる場合もある

。
ただし、いずれにしてもジスチグミンは対症療法薬なので、重症筋無力症の原因そのものを治すことはできない。

## 副作用
ジスチグミンの投与により発生する重大な副作用として、意識障害を伴うコリン作動性クリーゼが発生する場合がある。特に投与開始2週間以内は、悪心・嘔吐、腹痛、下痢、唾液分泌過多、気道分泌過多、発汗、徐脈、縮瞳、呼吸困難などの初期症状に注意を要すると言われている
。

## 薬物相互作用
ところで、抗コリン作用を持つ医薬品は多数存在する。そのような医薬品を併用すると、いわゆる薬力学的相互作用のために、ジスチグミンの効果を打ち消し、互いの薬の効果を弱める可能性がある。

## 規制
ジスチグミン臭化物（Distigmine Bromide）の製剤が、ウブレチドという商品名で鳥居薬品から販売されている。ウブレチド錠として1968年3月に販売開始された。日本では、ジスチグミン臭化物は毒薬に指定されている。